# Savsmuld
Savsmuld er de små spåner, som saven skærer ud ved hver gennemskæring af træstykket. Som regel er savtænderne lagt ud på en måde, så saven selv fjerner spånerne fra sporet. Det betyder, at savsmuld ophobes ved begge ender af savsporet. Det gør det let at opsamle rent savsmuld.
Savsmuld er et affaldsprodukt, som også er en ressource, for savsmuld kan bruges til mange ting, hvor man udnytter smuldets sugende evne, dets næsten fuldstændige sterilitet eller dets rene indhold af vedstof:
Savsmuld er en komponent i kompositmaterialet pykrete.

## Anvendelser for savsmuld
- Cirkus
- Stalde
- Slagterier
- Stutterier
- Jordbærbede
- Spånplader
- Kompost